# 月を眺める二人の男
『月を眺める二人の男』（つきをながめるふたりのおとこ、独: Zwei Männer in Betrachtung des Mondes、英: Two Men Contemplating the Moon）は、ドイツのロマン主義の画家カスパー・ダーヴィト・フリードリヒが描いた絵画。英語でのタイトルは Two Men Observing the Moon とも表記される。森の中を散策している2人の男性が、月を眺めている様子が描かれている。
フリードリヒは、本作と同じ主題で描かれた異なる作品（ヴァリアント）を複数製作しており、これらの作品についても本項で記述する。

## 概要
キャンバスに油彩で描かれた作品である。縦35センチメートル、横44.5センチメートルの大きさをもつ。ドレスデンのノイエ・マイスター絵画館に所蔵されている。1819年に製作されたものと考えられているが、1819年から1820年ごろに製作されたとする文献もある。
フリードリヒの友人で1823年から彼と同じ家に住んでいた、ノルウェーの風景画家ヨハン・クリスチャン・ダールは、自らの作品と交換する形で本作を手に入れる。ダールの会計帳簿によると、フリードリヒの死からおよそ4か月後に当たる1840年9月28日に本作は王立ドレスデン絵画館会計課に売却されたとされる。
フリードリヒは、『雲海の上の旅人』や『朝日の中の婦人』、『窓辺の婦人』などのように後ろ姿の人物像 (Rückenfigur) を描いた作品を多く製作しており、本作もその例に漏れない。フランスの小説家で劇作家のサミュエル・ベケットについて研究しているジェイムズ・ノウルソンによると、ベケットは1937年2月14日、ドレスデンで本作を見たときに感銘を受け、本作に想を得て戯曲『ゴドーを待ちながら』を執筆したとされる。

## 作品
秋が終わろうとしている頃のある日の夜に、森の中を散策中の2人の男性が、沈もうとしている三日月と金星を眺めるために足を止め、坂になっている岩がちの小道に佇んでいる。2人はともに鑑賞者にほとんど背を向けており、若いほうの男性が年上の男性の肩に腕をかけて寄りかかっている。三日月は画面のほぼ中央に位置しており、その右側にある金星は三日月とほぼ同じ高さに位置している。月の光は、赤みを帯びている。

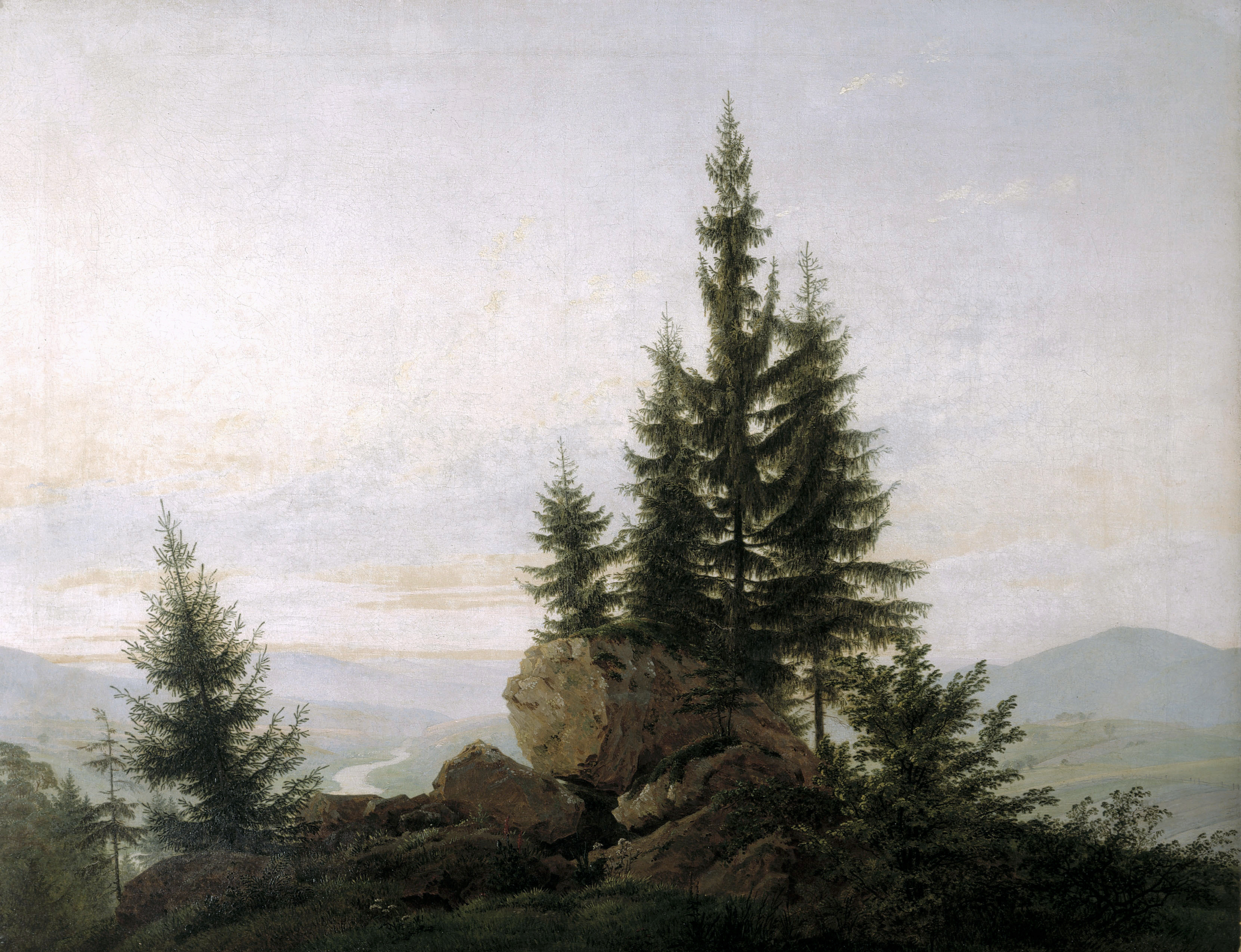
『エルベ渓谷の眺め』

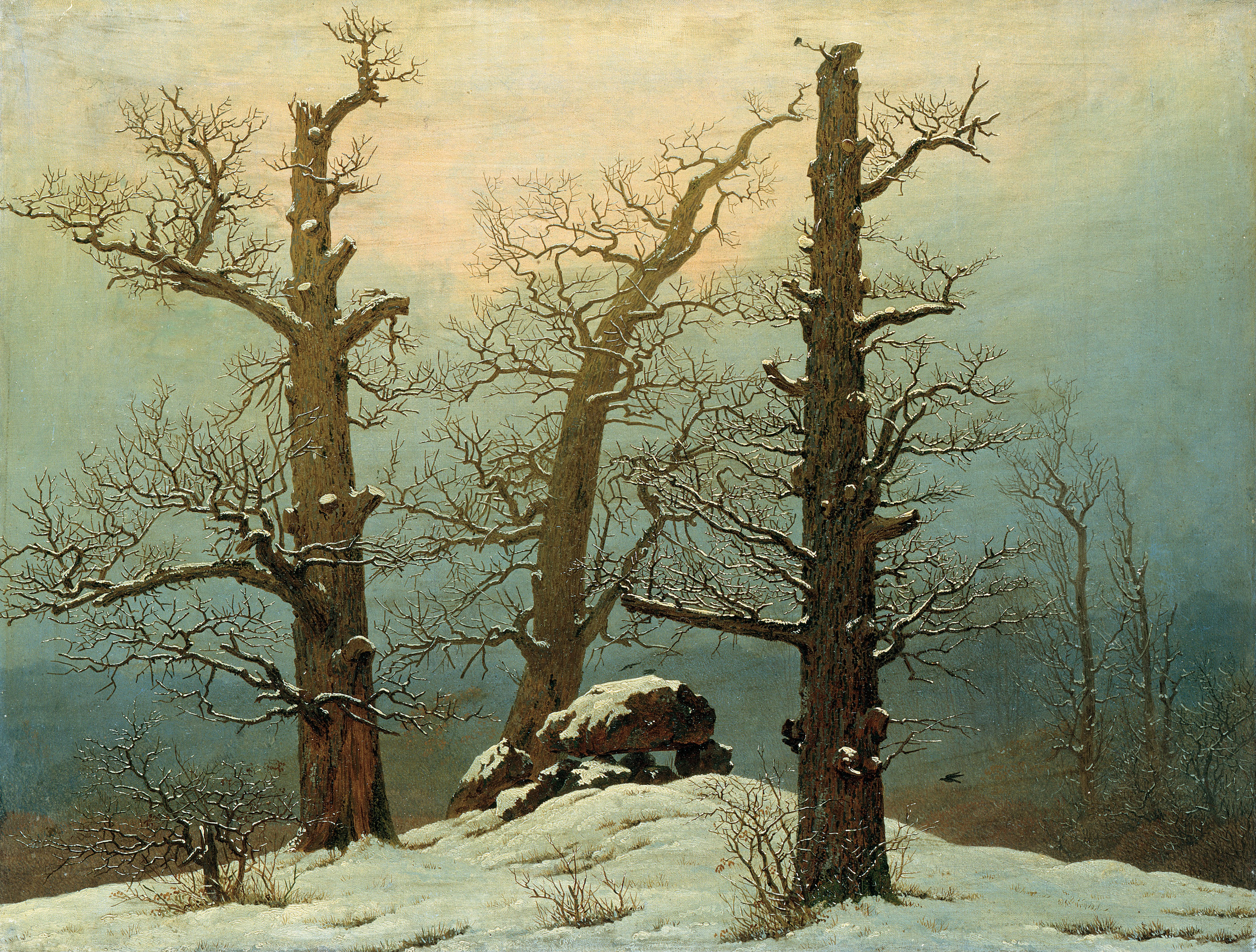
『雪中の石塚』

この2人の男性については、画家のヴィルヘルム・ヴェーゲナーは、1918年の時点で45歳のフリードリヒと、その弟子で友人でもあったアウグスト・ハインリヒがモデルになっているとする説を唱えており、現在ではこの説が一般的になっている。しかし、ダールが1840年9月26日に絵画館へ送った手紙には、ハインリヒと、フリードリヒの義弟、クリスチャン・ヴィルヘルム・ボマー (Christian Wilhelm Bommer) がモデルであるとする説が述べられている。美術史家のヘルムート・ベルシュ＝ズーパンは、1819年の時点でハインリヒが25歳であり、ボマーが18歳であることから、ヴェーゲナーの説を支持している。
辺り一帯に赤茶色の靄が立ちこめている。画面の左上に描かれている常緑樹のドイツトウヒは、枝を垂れ下げている。画面の右側に描かれたオークの木は、岩塊によって根の部分が半分ほどむき出しになっており、ほとんど枯死している。何本かの根は空を突いている。フリードリヒは、1807年の『エルベ渓谷の眺め』でドイツトウヒを、『雪中の石塚』でオークを描いている。画面の右端後方には、何本かのドイツトウヒが小さく見えていることから、2人の眼下には谷があるものと考えられる。
2人が身につけているのは、古き良きドイツの民族衣装である。年上の男性は、やや青みを帯びた灰色をしたマントに身を包み、黒いベルベットのベレー帽を被っており、右手には杖を持っている。若いほうの男性は、わずかに前傾姿勢になっており、腰から下がスカート状になっているコートに身を包み、ひさしとあごひもの付いた帽子を被っている。

## 解釈
ベルシュ＝ズーパンは、本作に描かれた三日月は、小道を照らしていることからイエス・キリストを象徴しているとの旨の見解を示している。また彼は、画面左側のドイツトウヒがキリスト教の人生観を、右側の枯れたオークが異教の人生観を象徴しているとの見方を示した。
画面の左下に描かれた木の切り株は残りの人生が短くなることを表しており、右側の若いドイツトウヒはキリスト教の成長を表しているとの解釈がある。2001年にメトロポリタン美術館で催された展覧会「C.D.フリードリヒの月を見る人たち」展では、本作に描かれた月は地球照を表現しているとの結論が示された。

## ヴァリアント

### ベルリン国立美術館所蔵作
『月を眺める男と女』（つきをながめるおとことおんな、独: Mann und Frau in Betrachtung des Mondes、英: Man and Woman Contemplating the Moon）は、ベルリン国立美術館に所蔵されている。英語でのタイトルは Man and Woman Observing The Moon とも表記される。キャンバスに油彩で描かれた作品である。縦34センチメートル、横44センチメートルの大きさをもつ。かつては1830年から1835年の間に製作されたとするベルシュ＝ズーパンの説が有力であったが、後年になってベルリン国立美術館のキュレーターが1824年ごろに製作されたものとする説を唱え、現在ではこれが通説となっている。
1922年にベルリンの美術商、サロモンの所有となる。1932年に開催された、ベルリンのパウル・カッシーラーの展示会で展示される。1936年9月8日までザンクト・ガレンのフリッツ・ネイサンの展示会で展示される。同年、ベルリン国立美術館の所有するところとなる。
この作品では、月を眺めているのが一組の男女になっている。ノイエ・マイスター絵画館所蔵作やメトロポリタン美術館所蔵作と比べて、2人が頭を接近させておらず、胴体はまっすぐに保たれている。1922年以降、この男女は、フリードリヒとその妻、カロリーネがモデルとなっているのではないかとの指摘がなされている。1991年、デンマークの美術史家カスパー・モンラッドは、この作品に描かれている月は月食が始まった状態の月であるとの旨を述べている。
夕暮れ時の空は薔薇色がかった藤色をしており、前景は全体的に暗い。ノイエ・マイスター絵画館所蔵作と比べて空が明るくなったために、月がそれほど目立たなくなった一方で、オークの木のシルエットが際立っている。月の光は、青みを帯びている。オークの木の根は苔で覆われている。後景のドイツトウヒが、画面右側の岩塊の上やオークの木の根のすき間から覗いている。画面の左上のドイツトウヒの枝は、2人がいる辺りまで伸びている。画面前景の小道は、ノイエ・マイスター絵画館所蔵作と比べて、幅員が広くなっている。男性は杖を持っていない。

### メトロポリタン美術館所蔵作
『月を眺める二人の男』（つきをながめるふたりのおとこ、独: Zwei Männer in Betrachtung des Mondes、英: Two Men Contemplating the Moon）は、ニューヨークのメトロポリタン美術館が所蔵し、2階のギャラリー807に展示されている。キャンバスに油彩で描かれた作品である。縦34.9センチメートル、横43.8センチメートルの大きさをもつ。1825年から1830年ごろに製作されたものとされている。
医師のオットー・フリードリヒ・ローゼンベルク (Otto Friedrich Rosenberg) は医療サービスをフリードリヒに提供しており、その見返りとして1840年までにこの作品を受け取る。ローゼンベルクの娘の1人でフリードリヒに絵画を教わったこともあるセオフィラ・ミンナ・ローゼンベルク (Theophila Minna Rosenberg) が1850年から1882年まで所有していた。1999年に競売会社のクリスティーズに売却される。2000年にライツマン基金がメトロポリタン美術館に提供する。
この作品は、ノイエ・マイスター絵画館所蔵作に極めて似ており、相違点はほとんど見受けられない。空の色や明るさは、ベルリン国立美術館所蔵作と同様であり、人物はノイエ・マイスター絵画館蔵作と同様、2人の男性になっている。赤外線反射撮影を用いた調査によって、フリードリヒは下絵を描かずにこの作品に取りかかったことが明らかになっており、ノイエ・マイスター絵画館所蔵作やベルリン国立美術館所蔵作と比べて輪郭線が見えにくいことから、流れるように描かれたものと考えられる。